# Micrurus nigrocinctus
Micrurus nigrocinctus — вид отруйних змій з родини аспідових (Elapidae).

## Поширення
Вид поширений в Центральній Америці від Південної Мексики до Північно-Західної Колумбії.

## Опис
Змія завдовжки до 115 см (переважно до 65 см). Голова заокруглена. Забарвлення  — візерунок з поперечних червоних, жовтих та чорних смуг. Трапляються також двоколірні особини з червоними та чорними смугами. Голова чорна з жовтим або червоним кільцем посередині. Кількість чорних смуг на тілі може варіювати від 10 до 24, і додаткових 3-8 на хвості.

## Спосіб життя
Живе у вологих та сухих лісах на висоті до 1300 метрів над рівнем моря. Наземна змія, яка часто переховується в норах, листовій підстилці або під колодами. Активна вночі. Живиться іншими зміями, дрібними ящерами, земноводними та безхребетними

## Отрута
Отрута Micrurus nigrocinctus містить сильний нейротоксин, викликаючи нервово-м'язову дисфункцію.